# 查理·科里德-米爾斯
查理·科里德-米爾斯（Charlie Creed-Miles，1972年3月24日—）是英國的一位演員和音樂人。他出生在諾丁漢，首次出演電影是在19歲。